# Cryptocephalus bipunctatus
Cryptocephalus bipunctatus је врста тврдокрилца из породице буба листара (Chrysomelidae).

## Опис
Овај инсект је дугачак 4–6 mm. На оранж покрилцима има црне шаре, али су оне доста варијабилне. Често има две крупне пеге у задњем делу покрилаца и још две мање испред на боковима (форма bipunctatus). А црне пеге могу бити стопљене у дуге црне површине (форма sanguinolentus). Пронотум и ноге су црни.

## Распрострањење
Овај инсект живи у целој Србији, као и у целој Европи. Активна је од априла до јула, и обично се налази на лески или врби.

## Галерија
- f. sanguinolenta
- глава
- задњи руб пронотума